# Valentin Rongier
Valentin Rongier (ur. 7 grudnia 1994 w Mâcon) – francuski piłkarz występujący na pozycji pomocnika we francuskim klubie Olympique Marsylia. W trakcie swojej kariery grał także w FC Nantes.